# 知本真以子
知本 真以子（ちもと まいこ、1995年1月28日 - ）は、日本のレースクイーンである。

## 来歴・人物
名古屋でモデル、タレント、レースクイーンとして活動している。
2024年7月17日、第一子出産を公表。

## 活動

### レーシングクイーン活動
- 2019年 SUPER GT PACIFIC RACING
- 2020年 SUPER GT Mobil1
- 2021年 SUPER GT Mobil1
- 2022年 SUPER GT Mobil1